# Les Rescapés du futur
Série
Mondwest
(1973)
Pour plus de détails, voir Fiche technique et Distribution.
Les Rescapés du futur (Futureworld) est un film américain réalisé par Richard T. Heffron, sorti en 1976. Il fait suite à Mondwest (Westworld) réalisé par Michael Crichton et sorti en 1973.

## Synopsis
En 1985, Chuck Browning (Peter Fonda) voit un certain Frenchy LaPorte (Ed Geldart), qui l'avait contacté, mourir devant lui en prononçant le mot « Delos ». Le reporter avait couvert deux ans plus tôt le massacre des touristes par les robots dans ce centre de loisirs futuriste.
Ayant rouvert le centre, modernisé et agrandi, le docteur Duffy (Arthur Hill) invite Browning et sa collègue Tracy Ballard (Blythe Danner) pour juger impartialement. D'autres hôtes prestigieux arrivent simultanément. Le général russe Karnovsky (Bert Conroy) et son épouse (Dorothy Konrad) sont plongés dans le monde hypnotique des tsars. Venu de Chine avec son assistant (Dana Lee), M. Takaguchi (John Fujioka) est défié par un chevalier saxon puis joute dans le monde médiéval. Quant à John Thurlow (Jim Antonio), le gagnant d'un jeu télévisé, il part skier sur Mars.
Après un simulacre de voyage en navette spatiale, Chuck et Tracy arrivent à Future-Monde. Guidés par Duffy, ils découvrent le centre de contrôle, dorénavant dirigé par des robots (les très évolués modèles 700) pour éviter toute erreur humaine. Déjà observés à leur insu depuis leur arrivée, les invités de marque sont drogués, puis la nuit secrètement opérés, scannés et analysés.
Au réveil, Chuck et Tracy furètent dans les sous-sols, où les modèles 400 restent insensibles à leur présence. Poursuivis par trois hologrammes yakusa de Monde-Est, ils sont « sauvés » par Harry (Stuart Margolin), un technicien séjournant dans le souterrain avec son robot « Clark » (James M. Connor). Présent depuis la première inauguration, il connaissait Frenchy. Dans son dernier soupir, celui-ci avait remis à Browning une enveloppe contenant de nombreuses coupures sur des personnalités invitées à Delos depuis la réouverture.
Sur l'invitation du docteur Schneider (John P. Ryan) qui les a surpris en sous-sol, Tracy accepte l'enregistrement vidéo de son rêve que Chuck regarde. Dans ce songe, elle est sauvée et séduite par l'ancien robot tueur de Mondwest (Yul Brynner). Avec l'aide de Harry, les reporters s'introduisent dans une zone réservée aux mouvements. Ils découvrent ainsi des robots, duplicata parfaits de Karnovsky, de Takaguchi… et d'eux-mêmes. Chuck tente d'appeler son patron Arthur Holcombe (Charles Krohn), mais Duffy l'en empêche, l'arme au poing. Avant d'être abattu par Tracy, ce responsable - lui-même artificiel - explique vouloir remplacer les hommes importants par des machines afin de créer un monde plus stable. Par leurs articles élogieux, les doubles des reporters attireraient les plus hautes personnalités.
Alors qu'il s'apprête à fuir Delos, Harry est abattu par le double de Chuck. Réfugiés dans un Mondwest désert, les deux journalistes sont confrontés à leurs duplicatas qui, possédant les mêmes souvenirs et le même mode de pensée, anticipent leurs modèles. Les humains ont malgré tout raison des machines, simulant être des robots, pour pouvoir quitter le centre sous l'œil de Schneider.

## Fiche technique
- Titre français : Les Rescapés du futur
- Titre original : Futureworld
- Réalisation : Richard T. Heffron
- Scénario : George Schenck et Mayo Simon
- Production : Samuel Z. Arkoff, James T. Aubrey et Paul Lazarus III
- Société de production : American International Pictures
- Musique : Fred Karlin
- Photographie : Gene Polito et Howard Schwartz
- Montage : James Mitchell
- Décors : Trevor Williams
- Costumes : Ann McCarthy
- Pays de production : États-Unis
- Format : Couleurs - 1,85:1 - Mono - 35 mm
- Genre : Science-fiction, thriller
- Durée : 104 minutes
- Dates de sortie :
  - États-Unis : 13 août 1976
  - France : 19 janvier 1977
- Affiche : Léo Kouper (France)

## Distribution
- Peter Fonda (VF : Bernard Murat) : Chuck Browning
- Blythe Danner (VF : Jacqueline Cohen) : Tracy Ballard
- Arthur Hill (VF : Marc Cassot) : le docteur Duffy
- Yul Brynner : l'as de la gâchette
- John P. Ryan (VF : Francis Lax) : le docteur Schneider
- Stuart Margolin (VF : Claude Bertrand) : Harry
- Jim Antonio (VF : Jacques Ferrière) : John Turlow
- Allen Ludden (VF : Roger Crouzet) : le présentateur du jeu télévisé
- Robert O. Cornthwaite : M. Reed
- Angela Greene : Mme Reed
- Darrell Larson : Eric
- Nancy Bell : Erica
- Bert Conroy : M. Karnovsky
- Dorothy Konrad : Mme Karnovsky
- John Fujioka (en) (VF : Albert Augier) : M. Takaguchi
- Dana Lee : l'assistant de Takaguchi
- Judson Pratt : le barman
- Mike Scott (VF : Jean-Louis Maury) : Steven

## Autour du film
- Le tournage s'est déroulé à Houston, au Texas.
- Le film, qui fait suite à Mondwest (1973), sera suivi par la série télévisée Beyond Westworld (1980).
- Le film fut en compétition lors du Festival international du film fantastique d'Avoriaz 1977.

- Le film décevra les fans de Yul Brynner : il n'apparaitra que moins de 5 minutes dans le film, et son personnage ne dira pas une seule réplique. L'attente des fans ne sera que plus justifiée, du fait que Yul Brynner apparaissait en gros sur les affiches, alors qu'il n'était annoncé que dans un second rôle dans le film. Pour les fans, ce ne sera qu'un petit rôle. La prestation de Yul Brynner dans ce film s'apparente plutôt à un caméo.
- Lors de sa sortie en salles en France, de nombreux spectateurs crièrent leurs déceptions à propos de la courte apparition de Yul Brynner dans le film.

- Si pour Mondwest, il s'agit de la première tentative d'ajouter de l'image de synthèse en 2D, des images 3D seront utilisées pour la première fois au cinéma pour Les Rescapés du futur[1]. Le film utilise un court métrage d'une version numérique de la main d'Edwin Catmull conçu en 1972 pour son mémoire à l'université de l'Utah  grâce à des polygones[2].

## Distinctions
- Prix de la meilleure actrice pour Blythe Danner et nomination au prix du meilleur film de science-fiction, par l'Académie des films de science-fiction, fantastique et horreur en 1977.
- Nomination au Prix Hugo du meilleur film en 1977.
- Nomination au Saturn Award du meilleur film de science-fiction, par l'Académie des films de science-fiction, fantastique et horreur